# Lepidanthrax agrestis
Lepidanthrax agrestis är en tvåvingeart som först beskrevs av Daniel William Coquillett 1887.  Lepidanthrax agrestis ingår i släktet Lepidanthrax och familjen svävflugor. Inga underarter finns listade i Catalogue of Life.